# Nizin
A nizin (E234) egy policiklikus peptid, melyet 34 aminosav alkot. Elsősorban antibakteriális hatása miatt az élelmiszeriparban tartósítószerként alkalmazzák. A Lactococcus lactis nevű baktérium segítségével tejből állítják elő. Ipari mennyiségben való szintetizálásra nem alkalmas, ezért az összes felhasznált nizin természetes eredetű.

## Tulajdonságai
CAS száma: 1414 - 45 -5
Képlete: C143H228O37N42S7
Moláris tömeg: 3348 g/mol

## Felhasználása
Leginkább sajtokban alkalmazzák, mert a gram-pozitív baktériumok szaporodását gátolja, ezáltal az élelmiszer jóval tovább eltarthatóvá válik. Előfordulhat továbbá más tejtermékekben, konzerv-ételekben, húsételekben, sörben, liszttartalmú élelmiszerekben, savanyúságokban és mézben egyaránt. 
A mikrobiológiában a gram-pozitív és a gram-negatív baktériumok szétválasztására alkalmazzák, valamint a gyógyszeriparban egyes antibiotikumok (Subtilin, Epidermin) nizint is tartalmaznak.